# Saint-Pierre-lès-Bitry
Saint-Pierre-lès-Bitry är en kommun i departementet Oise i regionen Hauts-de-France i norra Frankrike. Kommunen ligger i kantonen Attichy som tillhör arrondissementet Compiègne. År 2022 hade Saint-Pierre-lès-Bitry 147 invånare.

## Befolkningsutveckling
Antalet invånare i kommunen Saint-Pierre-lès-Bitry
| Referens: INSEE |